# Dorotea kommun
Dorotea kommun är en kommun i Västerbottens län i landskapet Lappland med mindre delar i Ångermanland och Jämtland i Sverige.
Centralort är Dorotea. 
Kommunens västra delar utgörs av fjäll medan de sydöstra delarna huvudsakligen utgörs av myrmark. Näringslivet består i första hand av tillverkningsindustri, 
offentlig verksamhet samt jord- och skogsbruk även om turistsektorn ökar kraftigt. 
Sedan kommunen bildades 1980 har folkmängden stadigt minskat. Kommunen har efter valen på 2010-talet haft växlande styre.

## Administrativ historik
Kommunens område motsvarar Dorotea socken där Dorotea landskommun bildades 1875 när kommunreformen genomfördes i Lappland.
I landskommunen inrättades 30 oktober 1936 Dorotea municipalsamhälle som upplöstes med utgången av år 1957.
Kommunreformen 1952 påverkade inte indelningarna i området, då varken Västerbottens eller Norrbottens län berördes av reformen.
Dorotea kommun bildades i en första version vid kommunreformen 1971 genom en ombildning av Dorotea landskommun. 1974 tvångssammanslogs kommunen i Åsele kommun för att 1980 utbrytas och återbildas.
Kommunen ingår sedan från bildandet i Lycksele domsaga.
Kommunen ingår sedan 2012 i Förvaltningsområdet för samiska, kommunnamnet på sydsamiska är Kraapohken tjïelte och ibland även Döörten tjïelte.

## Geografi
Kommunen gränsar i norr till Vilhelmina kommun, i öster till Åsele kommun i Västerbottens län, i söder till Sollefteå kommun i Västernorrlands län och Strömsunds kommun i Jämtlands län.
Kommunen är en av de sydligaste av kommunerna i Västerbottens län och i landskapet Lappland. Därför kallas kommunen ibland för Lapplands sydport.

### Topografi och hydrografi
Fjällkedjans östligaste utlöpare samt Norra Borgafjällen, som har toppar så höga som 1 477 meter över havet, utgör kommunens västra område. Där består berggrunden av amfiboliter, vilket gör att vegetationen på kalfjället i huvudsak består av torra rishedar. Öster om Borgafjällen, vid gränsen mot Vilhelmina, ligger Blaikfjället som når 724 meter över havet. I området är berggrunden kalkfattig och beväxt med stora urskogspartier. Något rikare vegetation återfinns exempelvis vid Månsberget och mot Ormsjön. Moränområden med Rogenmorän samt mindre kullar finns mellan områdena med kalfjäll. Kommunens sydöstra delar består i huvudsak av myrmark och är en del av Åsele lappmark, området är också en  flyttningsled för renar i Blaikfjäll.
Nedan presenteras andelen av den totala ytan 2020 i kommunen jämfört med riket.
|  | Bebyggelse (0,9 %) |

|  | Skog (70,1 %) |

|  | Öppen myrmark (13,3 %) |

|  | Jordbruksmark (0,1 %) |

|  | Övrig mark (15,7 %) |

|  | Bebyggelse (3,1 %) |

|  | Skog (68,0 %) |

|  | Öppen myrmark (7,2 %) |

|  | Jordbruksmark (7,4 %) |

|  | Övrig mark (14,3 %) |

### Naturskydd
År 2021 fanns 11 naturreservat i kommunen, varav Blaikfjället och Gitsfjället är de största och även är kommunöverskridande till Vilhelmina kommun. Lågfjällsreservatet Stenbitshöjden sträcker sig in i Åsele kommun. Även reservatet Gäddsjömyran som Länsstyrelsen i Västerbottens län beskriver som "länets mest storslagna naturlandskap" delas med Vilhelmina kommun. En varierad flora med arter som stor bergglim, kanelros, vårväxten smånunneört och klippbräcka hittas i reservatet Arksjöberget.

### Administrativ indelning
Fram till 2016 var kommunen för befolkningsrapportering indelad i en församling, Dorotea-Risbäcks församling.

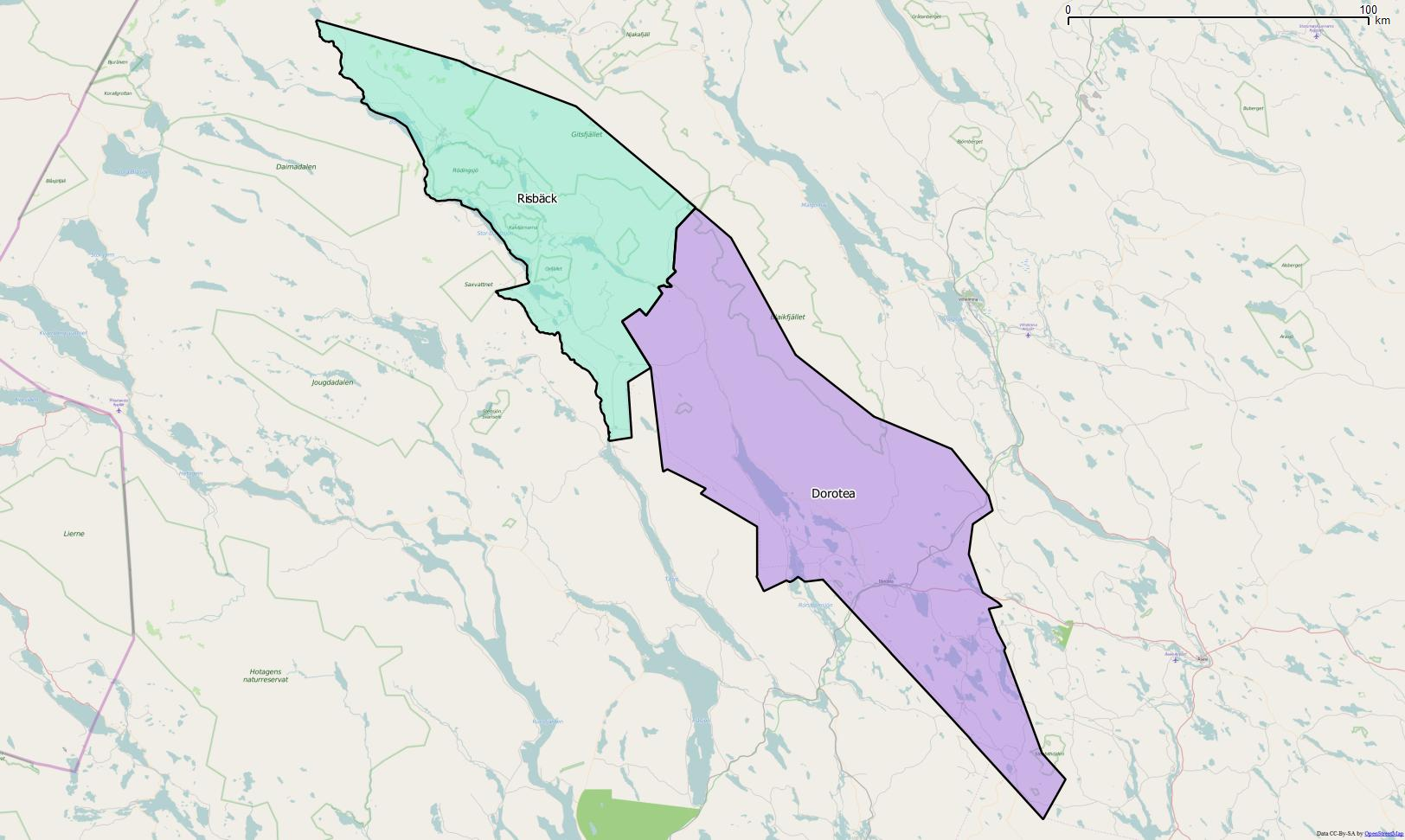
Distrikt inom Dorotea kommun

Från 2016 indelas kommunen istället i två  distrikt – Dorotea och Risbäck.

### Tätorter
År 2020 bodde 52,8 procent av kommunens invånare i någon av kommunens tätorter, vilket var lägre än motsvarande siffra för riket där genomsnittet var 87,6 procent. Vid Statistiska centralbyråns tätortsavgränsning 2020 fanns det en tätort i Dorotea kommun:
Kommunen hade den 31 december 2017 en befolkningstäthet på 1,0 invånare per km², medan den i riket var 24,8 inv/km². 

## Styre och politik

### Styre
| År        | Partier | Partier | Partier | Partier | Partier | Partier |
| --------- | ------- | ------- | ------- | ------- | ------- | ------- |
| 2007-2010 | DKL     | FP      | C       |         |         |         |
| 2011-2014 | S       | V       |         |         |         |         |
| 2015-2018 | DKL     | FP      | C       |         |         |         |
| 2015-     | S       | C       | L       | V       | KD      |         |

### Kommunfullmäktige

#### Presidium
| Presidium 2022–2026    | Presidium 2022–2026 | Presidium 2022–2026 |
| ---------------------- | ------------------- | ------------------- |
| Ordförande             | S                   | Astrid Rönnqvist    |
| Förste vice ordförande | L                   | Lilian Tegnander    |
| Andre vice ordförande  | SD                  | Jimmy Frohm         |

#### Mandatfördelning 1970–2022
Socialdemokraterna har varit det största partiet i Dorotea kommun i samtliga val förutom valen 1998 och 2014. Socialdemokraterna hade även egen majoritet i fullmäktige i valet 1970 samt från valet 1979 till och med kommunvalet 1994. Det lokala politiska partiet Dorotea kommunlista valdes in i kommunfullmäktige för första gången i valet 1994, och har sedan dess varit det näst största partiet, förutom vid valen 1998 och 2014 då partiet blev kommunens största. Innan Dorotea kommunlista bildades var Centerpartiet kommunfullmäktiges näst största parti i samtliga val från 1979 till 1991. I valet 1970 var Folkpartiet det näst största partiet i kommunfullmäktige. Nedan följer mandatfördelningen från 1970 till 2022.
|  | 15 | 3 | 6 |

| 21 | 4 |

| 2 | 17 | 6 | 5 |  |

| 20 | 11 |

|  | 19 | 5 | 4 | 2 |

| 21 | 10 |

| 2 | 18 | 6 | 3 | 2 |

| 23 | 8 |

| 4 | 16 | 6 | 3 | 2 |

| 21 | 10 |

| 4 | 16 | 6 | 3 | 2 |

| 20 | 11 |

|  | 16 | 9 | 3 |  |  |

| 20 | 11 |

| 2 | 12 | 14 |  | 2 |

| 21 | 10 |

| 2 | 13 | 11 | 2 | 3 |

| 18 | 13 |

|  | 13 | 10 | 2 | 5 |

| 17 | 14 |

| 2 | 15 | 7 | 2 | 4 |  |

| 17 | 14 |

|  | 6 | 10 | 3 | 4 |  |

| 17 | 8 |

|  | 8 |  | 5 | 5 | 4 |  |

| 13 | 12 |

|  | 9 | 6 | 4 | 4 |  |

| 12 |  | 10 |

### Nämnder

#### Kommunstyrelse
Totalt har kommunstyrelsen nio ledamöter, varav tre tillhör Socialdemokraterna. Liberalerna och Centerpartiet har två ledamöter vardera medan Sverigedemokraterna har två ledamöter.
| Presidium 2022-2026 | Presidium 2022-2026 | Presidium 2022-2026 |
| ------------------- | ------------------- | ------------------- |
| Ordförande          | S                   | Greger Lindqvist    |
| Vice ordförande     | L                   | Nicke Grahn         |

#### Lista över kommunstyrelsens ordförande
- Kjell-Erik Edblom, Socialdemokraterna, 1980–1982[22][23]
- Henning Hellström, Socialdemokraterna, 1983–1986[24][25][26]
- Ann-Gerd Musall, Socialdemokraterna, 1987–1998[27]
- John Andersson, Dorotea Kommunlista, 1999–1999[28]
- Sören Granberg, Dorotea Kommunlista, 2000–2000[29]
- Nicke Grahn, Folkpartiet, 2001–februari 2005[30][31]
- Mats-Erik Westerlund, Dorotea Kommunlista, 2006–2010[32]
- Greger Lindqvist, Socialdemokraterna, 2010–2014[33][34]
- Mats-Erik Westerlund, Dorotea Kommunlista, 2014–2018[35][36][37]
- Nicke Grahn, Liberalerna, 2018–2022[38]
- Greger Lindqvist, Socialdemokraterna, 2022–[39]

Denna lista hämtas från Wikidata. Informationen kan ändras där.

#### Övriga nämnder
Dorotea kommun har två nämnder; den obligatoriska Valnämnden samt Miljö- och byggnämnden. Därtill finns en kommungemensam överförmyndarnämnd som administreras av Lycksele kommun.

## Ekonomi och infrastruktur

### Näringsliv
De flesta arbetsplatserna finns i centralorten och näringslivet består i första hand av tillverkningsindustri, offentlig verksamhet samt jord- och skogsbruk. Ett av de större företagen inom tillverkningsindustrin är husvagnstillverkaren SoliferPolar, som med 75 anställda 2020 var den största privata arbetsgivaren. Antalet sysselsatta inom tillverkningsindustrin och turistnäringen har ökat kraftigt samtidigt som antalet sysselsatta inom jord- och skogsbruken minskat.

### Infrastruktur

#### Transporter

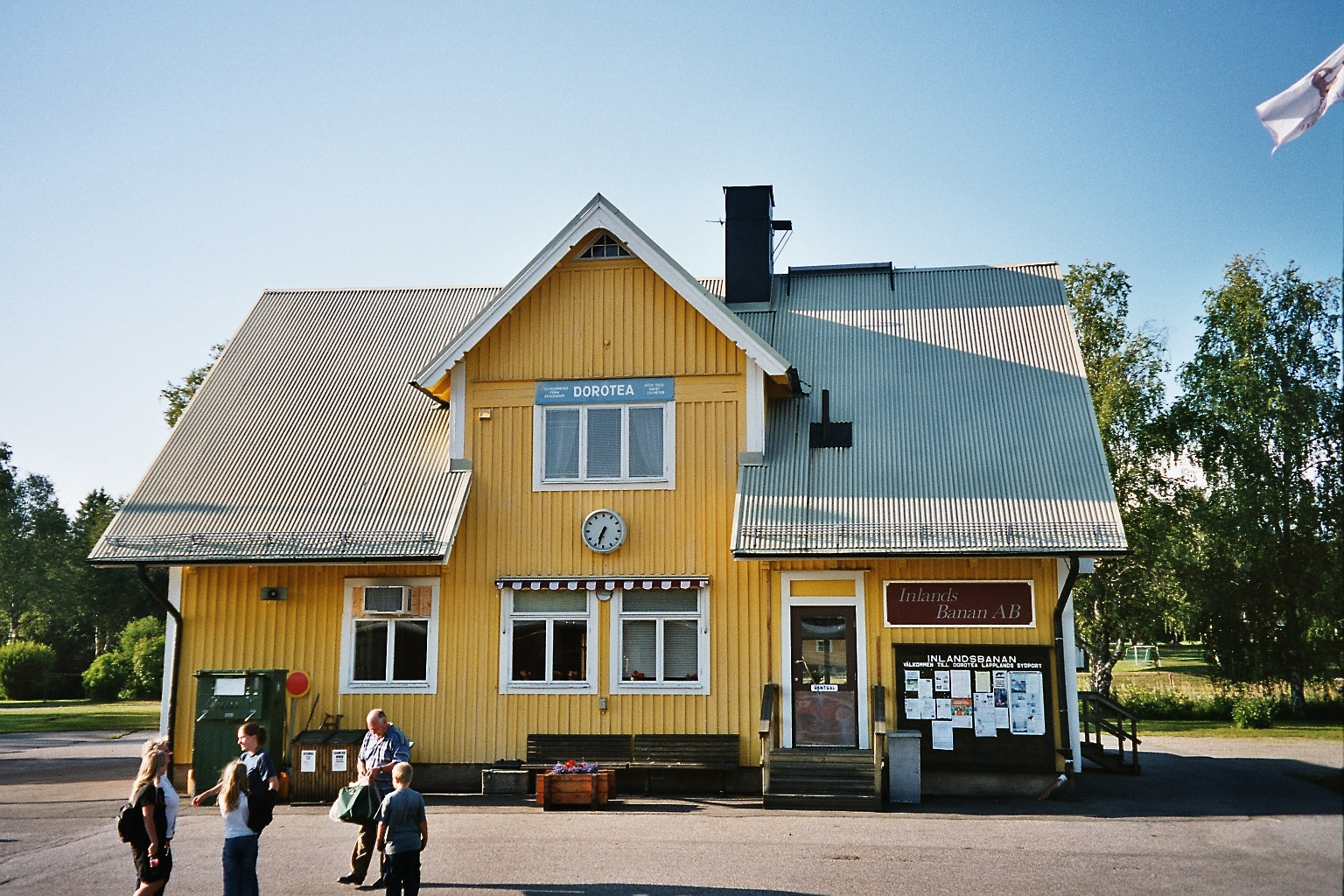
Järnvägsstationen i Dorotea.

E45 korsar kommunens östra område. Även Inlandsbanan genomkorsar kommunen. Under sommaren har tåget en station i kommunen.

## Befolkning

### Demografi

#### Befolkningsutveckling
Kommunen har 2 294 invånare (31 december 2024), vilket placerar den på 290:e plats avseende folkmängd bland Sveriges kommuner.
Mellan 1970 och 2015 minskade befolkningen i Dorotea kommun med 33,2 procent. Hela Sveriges befolkning ökade med 18,0 procent under samma period. Dorotea kommun har alltid varit en av Sveriges mindre kommuner sett till folkmängden. År 2023 blev man den allra minsta kommunen i Sverige efter att ha krympt förbi Bjurholms kommun som tidigare var minst.
| Befolkningsutvecklingen i Dorotea kommun 1970–2020 | Befolkningsutvecklingen i Dorotea kommun 1970–2020 | Befolkningsutvecklingen i Dorotea kommun 1970–2020 | Befolkningsutvecklingen i Dorotea kommun 1970–2020 | Befolkningsutvecklingen i Dorotea kommun 1970–2020 |
| --- | -------------------------------------------------- | -------------------------------------------------- | -------------------------------------------------- | -------------------------------------------------- |
| |                                                    |                                                    |                                                    |                                                    |
| År |                                                    |                                                    | Folkmängd                                          |                                                    |
| 1970 | 1970                                               |                                                    | 4 099                                              |                                                    |
| 1975 | 1975                                               |                                                    | 3 966                                              |                                                    |
| 1980 | 1980                                               |                                                    | 3 972                                              |                                                    |
| 1985 | 1985                                               |                                                    | 3 821                                              |                                                    |
| 1990 | 1990                                               |                                                    | 3 752                                              |                                                    |
| 1995 | 1995                                               |                                                    | 3 617                                              |                                                    |
| 2000 | 2000                                               |                                                    | 3 353                                              |                                                    |
| 2005 | 2005                                               |                                                    | 3 082                                              |                                                    |
| 2010 | 2010                                               |                                                    | 2 878                                              |                                                    |
| 2015 | 2015                                               |                                                    | 2 740                                              |                                                    |
| 2020 | 2020                                               |                                                    | 2 498                                              |                                                    |
| Anm: Uppgifterna avser förhållandena den 31 december enligt den kommunala indelningen den 1 januari året efter. Dorotea kommun var mellan 1974 och 1979 del av Åsele kommun. |                                                    |                                                    |                                                    |                                                    |

#### Utländsk bakgrund
Den 31 december 2016 utgjorde antalet invånare med utländsk bakgrund (utrikes födda personer samt inrikes födda med två utrikes födda föräldrar) 281, eller 10,33 % av befolkningen (hela befolkningen: 2 719 den 31 december 2016). Vilket var under riksgenomsnittet på 22 %. Den 31 december 2002 utgjorde antalet invånare med utländsk bakgrund enligt samma definition 165, eller 5,08 % av befolkningen (hela befolkningen: 3 247 den 31 december 2002).
| Bakgrund den 31 december 2016                             | Antal | Andel   | Varav män | Kvinnor |
| --------------------------------------------------------- | ----- | ------- | --------- | ------- |
| Utrikes födda                                             | 250   | 9,19 %  | 125       | 125     |
| Inrikes födda med två utrikes födda föräldrar             | 31    | 1,14 %  | 14        | 17      |
| Inrikes födda med en inrikes och en utrikes född förälder | 81    | 2,98 %  | 41        | 40      |
| Inrikes födda med två inrikes födda föräldrar             | 2 357 | 86,69 % | 1 245     | 1 112   |

#### Invånare efter de vanligaste födelseländerna
Denna tabell redovisar födelseland för Dorotea kommuns invånare enligt den statistik som finns tillgänglig från Statistiska centralbyrån (SCB). SCB redovisar endast födelseland för de fem nordiska länderna samt de 12 länder med flest antal utrikes födda i hela riket. En person som inte kommer från något av de här 17 länderna har istället av SCB förts till den världsdel som födelselandet tillhör. Personer födda i Sovjetunionen samt de personer med okänt födelseland är också medtagna i statistiken.
| Födelseland 31 december 2017 | Födelseland 31 december 2017                                                       | Födelseland 31 december 2017 | Födelseland 31 december 2017 | Födelseland 31 december 2017 |
| ---------------------------- | ---------------------------------------------------------------------------------- | ---------------------------- | ---------------------------- | ---------------------------- |
| Nr                           | Land/världsdel                                                                     | Antal                        | Andel                        | Andel i hela riket           |
| 1                            | Sverige                                                                            | 2 409                        | 91,04 %                      | 81,45 %                      |
| 2                            | Afrika: Övriga länder                                                              | 43                           | 1,63 %                       | 1,01 %                       |
| 3                            | Somalia                                                                            | 30                           | 1,13 %                       | 0,66 %                       |
| 4                            | Thailand                                                                           | 28                           | 1,06 %                       | 0,41 %                       |
| 5                            | Eritrea                                                                            | 18                           | 0,68 %                       | 0,39 %                       |
| 6                            | Europeiska unionen: Övriga länder                                                  | 17                           | 0,64 %                       | 2,15 %                       |
| 6                            | Finland                                                                            | 17                           | 0,64 %                       | 1,49 %                       |
| 8                            | Asien: Övriga länder                                                               | 16                           | 0,60 %                       | 2,22 %                       |
| 9                            | Afghanistan                                                                        | 14                           | 0,53 %                       | 0,43 %                       |
| 10                           | Tyskland                                                                           | 13                           | 0,49 %                       | 0,50 %                       |
| 11                           | Bosnien och Hercegovina                                                            | 8                            | 0,30 %                       | 0,58 %                       |
| 12                           | Sydamerika                                                                         | 7                            | 0,26 %                       | 0,70 %                       |
| 13                           | Europa utom EU: Övriga länder                                                      | 5                            | 0,19 %                       | 0,77 %                       |
| 13                           | Norge                                                                              | 5                            | 0,19 %                       | 0,42 %                       |
| 15                           | Syrien                                                                             | 4                            | 0,15 %                       | 1,70 %                       |
| 16                           | Irak                                                                               | 3                            | 0,11 %                       | 1,39 %                       |
| 17                           | Danmark                                                                            | 2                            | 0,08 %                       | 0,40 %                       |
| 17                           | Iran                                                                               | 2                            | 0,08 %                       | 0,73 %                       |
| 17                           | Turkiet                                                                            | 2                            | 0,08 %                       | 0,48 %                       |
| 20                           | Island \|\| align=right \| 1 \|\| align=right \| 0,04 % \|\| align=right \| 0,06 % |                              |                              |                              |
| 20                           | Nordamerika                                                                        | 1                            | 0,04 %                       | 0,38 %                       |
| 20                           | Polen                                                                              | 1                            | 0,04 %                       | 0,90 %                       |
| 23                           | / SFR Jugoslavien/FR Jugoslavien                                                   | 0                            | 0,00 %                       | 0,65 %                       |
| 23                           | Oceanien                                                                           | 0                            | 0,00 %                       | 0,06 %                       |
| 23                           | Okänt födelseland                                                                  | 0                            | 0,00 %                       | 0,01 %                       |
| 23                           | Sovjetunionen                                                                      | 0                            | 0,00 %                       | 0,06 %                       |

#### Utländska medborgare
Den 31 december 2016 hade 179 invånare (6,58 %), varav 100 män och 79 kvinnor, ett utländskt medborgarskap och saknade samtidigt ett svenskt sådant. Personer som har både utländskt och svenskt medborgarskap räknas inte av Statistiska centralbyrån som utländska medborgare.

## Kultur

### Kommunvapen
Blasonering: I fält av guld en röd björn med blå beväring, därest dylik skall komma till användning, och däröver en röd ginstam belagd med en krona av guld.
Vid vapnets tillkomst på 1940-talet önskade kommunen en björn, då det ansågs som ett av landets björnrikaste områden. Riksheraldikern föreslog kronan som särskiljande element. Den syftar på den person som gett kommunen dess namn, drottning Fredrika Dorotea Vilhelmina, Gustav IV Adolfs gemål.